# Axel Bader
Axel Bader (* 18. November 1956 in München) ist ein emeritierter Hochschullehrer für Internationale Steuerlehre und Externe Rechnungslegung. Sein Forschungsschwerpunkt betrifft Fragen des ländervergleichenden internationalen Steuerrechts.

## Leben
Axel Bader studierte Betriebswirtschaftslehre mit den Schwerpunkten Betriebswirtschaftliche Steuerlehre und Revisionswesen an der Ludwig-Maximilians-Universität München mit dem Abschluss Diplom-Kaufmann 1986. Es folgten die Bestellung als Steuerberater (1990) und als Wirtschaftsprüfer (1992).
1997 wurde er an der Universität Regensburg mit dem Thema „Steuergestaltung mit Europa-Holdinggesellschaften“ promoviert. Nach einer Tätigkeit in einer internationalen Wirtschaftsprüfungsgesellschaft (Price Waterhouse) auf dem Gebiet der internationalen Steuerberatung war er Geschäftsführer einer mittelgroßen Steuerberatungsgesellschaft in München mit dem Schwerpunkt Steuerberatung für mittelständische Unternehmen. 1998 wurde er zum Professor für Externe Rechnungslegung und Internationale Steuerlehre an die Technische Hochschule Ingolstadt (THI) berufen. Unter anderem war er zuständig für die Auswahl und Betreuung der süd-ost-asiatischen Partner-Hochschulen. Im März 2021 erfolgte seine Versetzung in den Ruhestand. Seit seiner Emeritierung lebt er als selbständiger Steuerberater in Tegernsee und war 2022 im Aufsichtsrat der OAB Osnabrücker Anlagen- und Beteiligungs-AG.

## Schriften
- Steuerliche Strategien bei der Finanzierung von Tochtergesellschaften in der EG, in: Maßbaum/Meyer-Scharenberg/Perlet (Hrsg.), Die deutsche Unternehmensbesteuerung im europäischen Binnenmarkt, Luchterhand-Verlag, Neuwied u. a. 1994, S. 275–336, ISBN 3-472-01204-8.
- Die Besteuerung internationaler Holdinggesellschaften, Deutscher Rechtsrahmen und weltweite Holdingstandorte im Vergleich, 4. überarbeitete und erweiterte Auflage, zusammen mit Florian Oppel, NWB-Verlag, Herne 2021, ISBN 978-3-482-48144-4.
- Überblick über die Besteuerung natürlicher Personen in Portugal und des NHR-Sonderregimes für Zuzügler; in: Ettinger Wegzugsbesteuerung (Hrsg.), 4. aktualisierte und erweiterte Auflage, NWB Verlag, Herne 2021, S. 499–532, ISBN 978-3-482-64324-8.
- Bilanzielle Aspekte von Joint Venture in der deutschen und internationalen Rechnungslegung; in: Torsten Fett, Christoph Spiering (Hrsg.): Handbuch Joint Venture, 2. neu bearbeitete Aufl., C.F. Müller Verlag, Heidelberg 2015, S. 67–128, ISBN 978-3-8114-4102-6.